# Donjimeno
Donjimeno es un municipio de España perteneciente a la provincia de Ávila, en la comunidad autónoma de Castilla y León. En 2017 contaba con una población de 79 habitantes (48 hombres y 32 mujeres).

## Símbolos
El escudo heráldico y la bandera que representan al municipio fueron aprobados oficialmente el 6 de octubre de 1995. El escudo se blasona de la siguiente manera:

«En campo de gules, una torre de iglesia de oro, de dos cuerpos, con dos arcos para campanas en cada cuerpo y alto chapitel, aclarada de azur; puesta sobre ondas de azur y plata. Al timbre la corona real española.»
Boletín Oficial de Castilla y León nº 216 de 10 de noviembre de 1995

La descripción textual de la bandera es la siguiente:

«Cuadrada, gualda, con banda en bajo de rojo; y cantonada al asta alto, de blanco. Sobre el cantón, y por ambas caras, figurará el escudo municipal.»
Boletín Oficial de Castilla y León nº 216 de 10 de noviembre de 1995

## Geografía
El municipio está situado en la llamada comarca de la Moraña, limita al norte con Langa, al este con San Vicente de Arévalo, al sur con Constanzana y Cabezas de Alambre y al oeste con Fuente el Saúz. Está en la zona de influencia de Arévalo y se encuentra a 55 km de la capital provincial.
La localidad está situada a una altitud de 883 m s. n. m.. En su término municipal, en la laguna del Regajal, nace el río Valtodano, afluente del Zapardiel.
| Noroeste: Fuente el Saúz | Norte: Langa            | Noreste: Langa               |
| Oeste: Fuente el Saúz    |                         | Este: San Vicente de Arévalo |
| Suroeste: Constanzana    | Sur: Cabezas de Alambre | Sureste: Cabezas de Alambre  |

## Historia
La historia de Donjimeno se enmarca con la de los demás pueblos de esta zona de la Moraña, dentro del proceso repoblador que siguió a la conquista de Toledo por parte de los reinos cristianos a finales de siglo XI; al igual de otros pueblos cercanos, es posible que se formara a lo largo del siglo XIII.
Su historia no recoge ningún hecho relevante, parece haber sido un pequeño pueblo agrícola que se ha mantenido durante estos siglos con baja población, nunca superior al medio millar. En los Archivos se encuentran documentos antiguos de Pleitos por tierras, por privilegios no respetados, o por otras disputas con vecinos de otros pueblos.
La documentación más antigua del Archivo de la Real Chancilleria de Valladolid  es de principios de siglo XVI, en 1513. En este mismo siglo la emigración al Nuevo Mundo también afectó al pueblo aunque seguramente de manera poco importante, en el Archivo de Indias, se localizan "Cláusulas del testamento que otorgó en Puerto Viejo, provincia del Perú, Juan Rodríguez, herrador, natural de Donjimeno. 1573".
El Catastro del Marqués de la Ensenada, es una importante fuente para conocer la situación de pueblo a mitad del siglo XVIII. En el portal de Archivos Españoles (PARES), se localiza el documento que se elaboraró con la visita de los funcionarios al pueblo, realizada el 25 de agosto de 1751. Los alcaldes eran Luis Muñoz y Pedro Sáez, se señalan entre otros aspectos los impuestos que pagaban, una pequeña parte de ellos eran para el duque de Osuna.
En el diccionario de Madoz de 1848 se señala entre otros asuntos que tiene 40 casas, escuela de instrucción con 20 alumnos y una gran laguna que sirve de abrevadero al ganado.
Durante la Guerra Civil tampoco se registraron hechos relevantes, desde el principio toda esta comarca quedó bajo el control de Franco. En la Causa General, un proceso que se desarrolla en los años siguientes al fin de la guerra, en la que los alcaldes debían contestar unos formularios sobre lo que había ocurrido durante los años anteriores, el alcalde en ese momento, Martin Sanz, indica que no se produjeron altercados, ni robos, ni asesinatos.

## Demografía
Donjimeno cuenta con una población de 72 habitantes (INE 2024).
| Gráfica de evolución demográfica de Donjimeno entre 1842 y 2021 |
| |
| Población de derecho según los censos de población del INE. Población de hecho según los censos de población del INE.En este censo se denominaba Don Jimeno: 1842. |

En el primer censo general de población de 1852 se indica que la población de Donjimeno ascendía a 196 personas (107 varones y 89 hembras).
Su evolución refleja que durante las primeras décadas del siglo pasado la población estaba estabilizada en torno a los 200 habitantes, salvo en la década de 1940. En 1900 la población era de 220 personas, prácticamente la misma que en la década 50-60. A partir de esta fecha va disminuyendo, en 1991 tenía 168 habitantes, en 2001 eran 129 y en el último censo de 2010 ya solo 103.

## Patrimonio
La iglesia de Nuestra Señora de la Asunción destaca como el único edificio de interés turístico, diminuta en comparación con el campanario. El conjunto data del siglo XVI, siendo la torre ideada por Esteban Frontino, arquitecto responsable de otras construcciones de la comarca de Arévalo. En su interior se encuentran distribuidos varios retablos del siglo XVI. La parte superior de la torre luce una serie de motivos de ladrillo (pilastrillas, chaflanes o frisos "a bisel") y esgrafiados en estuco que apenas son apreciables desde la base, debido a la altura de la construcción.

## Cultura

### Fiestas
Las fiestas patronales son:
- San Ildefonso, el 23 de enero
- La Virgen del Carmen, el 16 de julio